# Burni Alurkucak
Burni Alurkucak är ett berg i Indonesien.   Det ligger i provinsen Aceh, i den västra delen av landet, 1 600 km nordväst om huvudstaden Jakarta. Toppen på Burni Alurkucak är 1 916 meter över havet, eller 298 meter över den omgivande terrängen. Bredden vid basen är 10,2 km.
Terrängen runt Burni Alurkucak är huvudsakligen kuperad, men åt sydväst är den bergig.Runt Burni Alurkucak är det glesbefolkat, med 18 invånare per kvadratkilometer. I omgivningarna runt Burni Alurkucak växer i huvudsak städsegrön lövskog.